# ジーン・ピュアリング
ジーン・ピュアリング（Eugene Thomas "Gene" Puerling、1929年3月31日 - 2008年3月25日）は、アメリカ合衆国の歌手・編曲者。
1929年、アメリカ・ウィスコンシン州ミルウォーキーの音楽好きな家庭に生まれ、独学で音楽を学び17歳よりプロとしての活動を開始。1953年に男性コーラス・グループのハイ・ローズを結成しリーダーを務める。ハイ・ローズ解散後の1967年、シカゴでシンガーズ・アンリミテッドを結成し活動。1982年には、マンハッタン・トランスファーにより演奏された楽曲「A Nightingale Sang in Berkeley Square」のアレンジに対してグラミー賞「Best Vocal Arrangement for Two or More Voices」部門を受賞。そのアレンジは、演奏に極めて高い技術を要求するが、その音楽的質の高さから、ボーカル・アレンジの一つの規範とされ、ザ・ビーチ・ボーイズやTAKE 6など多くのグループに影響を与えた。